# Undibacterium hunanense
Undibacterium hunanense es una especie de bacteria gramnegativa del género Undibacterium. Fue descrita en el año 2021. Su etimología hace referencia a la provincia de Hunán, en China. Es aerobia y móvil por flagelo polar. Tiene un tamaño de 0,7-0,8 μm de ancho por 1,8-2,6 μm de largo. Forma colonias de color beige. Temperatura de crecimiento entre 4-30 °C, óptima de 24 °C. Catalasa y oxidasa positivas. Es sensible a carbenicilina, ceftriaxona, cefoperazona, eritromicina y ciprofloxacino. Resistente a oxacilina, polimixina y clindamicina. Tiene un genoma de 6,28 Mpb y un contenido de G+C de 51,5%. Se ha aislado de un río en China. 